# Giancarlo Bigazzi
Giancarlo Bigazzi (Florencia, 5 de septiembre de 1940-Viareggio, 19 de enero de 2012) fue un productor musical y compositor italiano. Formó parte del grupo musical cómico Squallor.
Bigazi fue uno de los compositores más conocidos de Italia en la década de 1970 y 1980. Escribió algunas de las éxitos más conocidos del pop italiano de la época como «Gloria», «Self Control», «No me ames"», «Tú», «Take the Heat off Me», «Mama». También fue compositor de bandas sonoras como las de las películas como Mery per sempre, Ragazzi fuori y la ganadora del premio Óscar Mediterráneo.
Bigazzi colaboró durante dos años con la cantante Mia Martini, escribiendo también su canción de Eurovisión «Rapsodia».